# Tlalchapa
Tlalchapa è una municipalità dello stato di Guerrero nel Messico. Nel 2005 la municipalità annoverava 11 286 abitanti e ha una estensione di 414,3 km².